# Julian Skrjabin
Julian Skrjabin, född 12 februari 1908, död 22 juni 1919, var en rysk tonsättare och pianist. 
Julian Skrjabin var andra barnet till Aleksandr Skrjabin och dennes andra hustru, Tatiana Fjodorovna Schloezer. Julian fick tidigt musiklektioner av sin far. När han var sju år gammal dog hans far. Därefter bodde han med sin mor i Moskva och i Irpen nära Kiev i Ukraina. På sommaren 1919 drunknade den 11-årige Skrjabin i en båtolycka på floden Dnepr. Den unga tonsättaren komponerade bland annat fyra preludier för piano. Skivbolaget Naxos har publicerat hans musik.